# Groupe ADP
Groupe ADP er en fransk multinational virksomhed, der ejer, driver, bygger og udvikler lufthavne. Koncernen har hovedkvarter i Paris, hvor de ejer og driver de parisiske lufthavne Charles de Gaulle Airport, Orly Airport og Le Bourget Airport igennem datterselskabet Paris Aéroport.
Groupe ADP driver 26 internationale lufthavne. Aktiemajoriteten i selskabet ejes af den franske stat (50,6 %).